# 國會二院
国会二院（荷蘭語：Tweede Kamer der Staten-Generaal）是荷兰国会的下议院。它拥有150个席位，议员由採用政黨名單比例代表制的选举产生，二院位于海牙。聯合政府須獲得二院過半數議員支持才能組成。

## 权力
二院是荷兰国会的眾议院，主要讨论一些提案和檢討内阁施政，内阁与二院均拥提交法案權。如果提案在二院通过，将提交给一院，一院對預算案有否決權，但政府必須有二院過半數成員的支持才能成立。 
二院同时負責荷兰最高法院（Hoge Raad der Nederlanden）法官的首輪挑選。
此外，監察部門申訴專員（Ombudsman）及其副手，也是在二院选出。

## 选举
大选一般每四年举行一次，赢得多数席位的政党或联盟可以上台执政。